# Nélarabine
La nélarabine est un nucléoside analogue à une purine utilisée en chimiothérapie contre certaines leucémies rares affectant les lymphocytes T. Elle est constituée de 6-O-méthylguanine, une base azotée dérivée de la guanine, et de β-D-arabinofuranose remplaçant le β-D-ribofuranose de la guanosine. Elle est convertie in vivo en arabinosylguanine nucléotide triphosphate (araGTP) qui inhibe la synthèse de l'ADN et est donc responsable de la cytotoxicité de la molécule.